# Érick Aguirre
Érick Germáin Aguirre Tafolla (* 23. Februar 1997 in Felipe Carrillo Puerto, Michoacán) ist ein mexikanischer Fußballspieler, der seit Juli 2021 beim Erstligisten CF Monterrey unter Vertrag steht. Der linke Außenverteidiger ist seit September 2018 mexikanischer Nationalspieler.

## Karriere

### Verein
Der in Felipe Carrillo Puerto, Michoacán geborene Érick Aguirre entstammt der Jugendakademie von Monarcas Morelia und wurde zur Saison 2014/15 in die erste Mannschaft befördert. Sein Debüt gab er am 6. August 2014 beim 1:1-Unentschieden in der Copa MX gegen den Club Necaxa, als er in der 69. Spielminute für Luis Fernando Silva eingewechselt wurde. Am 28. August 2014 erzielte er beim 3:0-Pokalsieg gegen den Celaya FC seine ersten beiden Tore für Monarcas. In der Apertura 2014 etablierte er sich als Stammspieler im defensiven Mittelfeld. In der Clausura 2015 rutschte er wieder aus dieser und absolvierte in dieser Spielzeit 2014/15 insgesamt 17 Ligaspiele, in denen er zwei Treffer erzielte. Erst in der Clausura 2016 drang er wieder in die Startformation vor und schloss die Saison 2015/16 mit 20 Ligaeinsätzen ab. Dabei war er vermehrt in der Außenverteidigung zu finden.
Am 8. Juni 2016 wechselte Érick Aguirre zum Ligakonkurrenten CF Pachuca. Sein Debüt absolvierte er am 17. Juli 2016 (1. Spieltag der Apertura) beim 5:1-Heimsieg gegen den Club León, als er in der 74. Spielminute für Rodolfo Pizarro eingetauscht wurde. Er etablierte sich als Stammspieler und erzielte am 24. August 2016 beim 3:0-Heimsieg gegen Police United in der CONCACAF Champions League sein erstes Tor. Er absolvierte in der Saison 2016/17 25 Ligaspiele und gewann mit den Tuzos in zwei Spielen gegen die UANL Tigres die Champions League. In der Apertura 2017 rutschte er erneut aus der Startelf und schaffte in der Clausura 2018 den Sprung zurück in die Stammformation von Cheftrainer Diego Alonso. Am 21. Januar 2018 (3. Spieltag der Clausura) traf er beim 3:1-Heimsieg gegen die Lobos de la BUAP erstmals in der Liga MX für die Tuzos. Insgesamt absolvierte er in der Spielzeit 28 Ligaspiele, in denen er zwei Tore erzielte und drei weitere Treffer vorbereitete. In der nächsten Saison 2018/19 bestritt er 28 Ligaspiele, in denen er drei Torbeteiligungen sammelte. In der folgenden Spielzeit 2019/20 absolvierte er 27 Ligaspiele, in denen er einen Torerfolg sowie drei Vorlagen verbuchen konnte. In der Saison 2020/21 wurde er in 36 Ligaspielen eingesetzt und konnte in diesen drei Tore erzielen, sowie sechs Torvorlagen bereiten.
Im Juli 2021 wechselte Aguirre zum CF Monterrey.

### Nationalmannschaft
Mit der mexikanischen U17-Nationalmannschaft nahm Érick Aguirre an der CONCACAF U17-Meisterschaft 2013 in Panama teil und gewann diese mit der Auswahl. Im selben Jahr war er im Kader der mexikanischen U17-Nationalmannschaft für die U17-Weltmeisterschaft 2013 in den Vereinigten Arabischen Emiraten. Dort bestritt er sechs Einsätze und verlor mit El Tri im Endspiel mit 0:3 gegen Nigeria.
Im Januar 2015 nahm er mit der U20 an der CONCACAF U20 Championship 2015 in Jamaika teil. Dort war er in allen sechs Spielen der Auswahl im Einsatz und gewann mit dieser das Finale im Elfmeterschießen gegen Panama, in welchem Aguirre seinen Strafstoß verwertete. Im Mai desselben Jahres wurde er in den Kader für die U20-Weltmeisterschaft 2015 in Neuseeland einberufen. Dort bestritt er in der Gruppenphase alle drei Spiele der Mannschaft.
Im Oktober 2015 war er bei der Qualifikation zu den Olympischen Spielen 2016 für die U23 im Einsatz. Im Juni 2019 absolvierte er vier freundschaftliche Länderspiele für die U22.
Sein Debüt für die A-Nationalmannschaft gab er am 12. September 2018 bei der 0:1-Testspielniederlage gegen die Vereinigten Staaten.

## Erfolge
CF Pachuca
- Supercopa MX: 2014
- CONCACAF Champions League: 2016/17

Mexiko U17
- CONCACAF U17-Meister: 2013

Mexiko U20
- CONCACAF U20-Meister: 2015